# Kernkraftwerk Ågesta
Das Kernkraftwerk Ågesta (schwedisch Ågestaverket) war das erste schwedische Kernkraftwerk, das zur kommerziellen Strom- und Wärmeerzeugung genutzt wurde. Mit dem Bau wurde 1957 begonnen und die Arbeiten 1962 abgeschlossen. Das Kraftwerk war in einen Berg bei Ågesta in Huddinge hineingesprengt und von 1964 bis 1974 in Betrieb. Es produzierte überwiegend Fernwärme für den Stockholmer Stadtteil Farsta, jedoch auch einen kleinen Anteil elektrische Energie.
Verantwortlich für den Bau waren ASEA, Stockholms Elverk und Statens Vattenfallsverk. Vor Abschluss der Bauarbeiten wurde bereits ein weit größerer Reaktor, im Marviken, etwas außerhalb von Norrköping, gebaut. Dieses Bauvorhaben wurde nicht zu Ende geführt und im Kraftwerk am Marviken wird heute Öl verheizt.
Die Leistung des Reaktors in Ågesta war mit nur 10 MW sehr viel kleiner als die der späteren schwedischen Reaktortypen. Der Reaktor war Teil der sogenannten schwedischen Linie (den svenska linjen), die eine internationale Unabhängigkeit durch Verwendung einheimischer, nicht angereicherter Uranbrennelemente mit schwerem Wasser als Moderator zum Ziel hatte.

## Historische Bilder

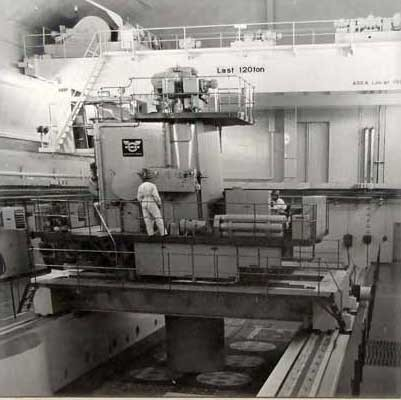
Das Reaktorinnere in den 1960er-Jahren
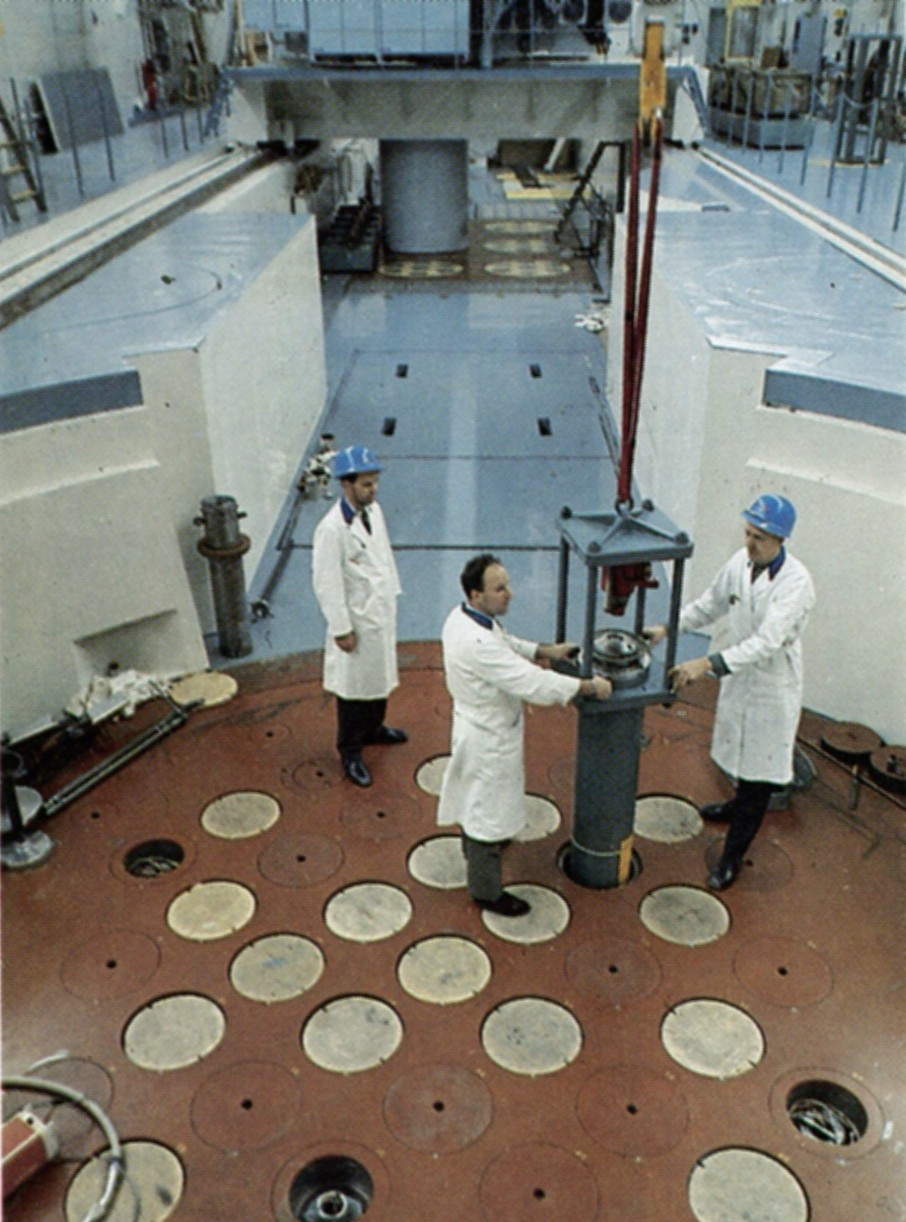
Die Reaktorhalle
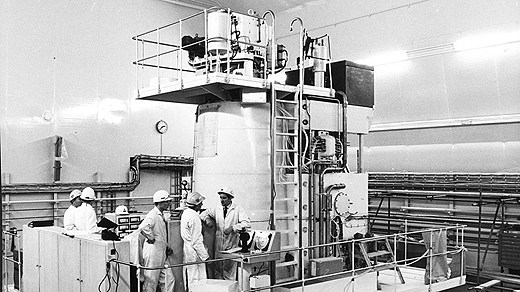
Die Reaktorhalle
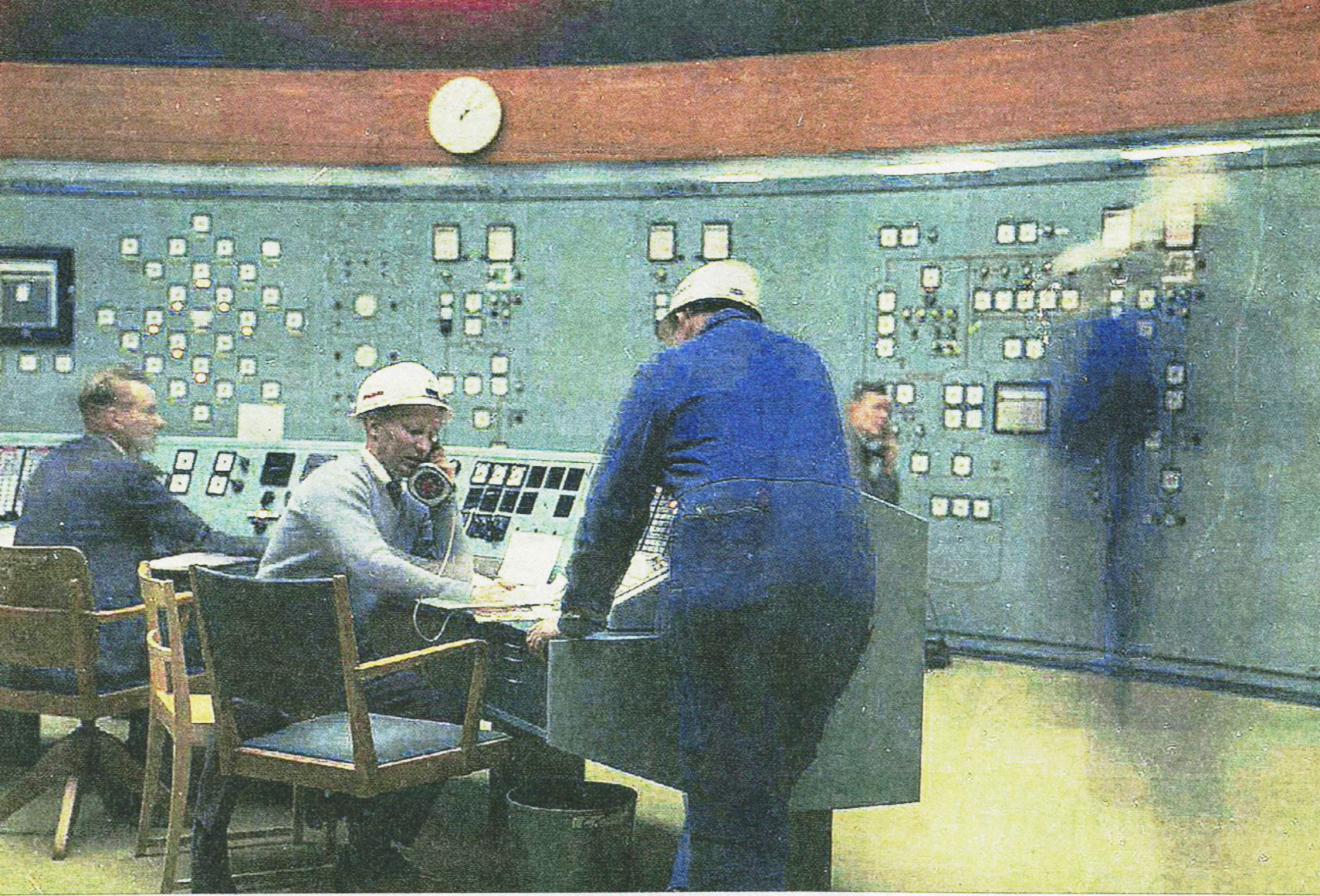
Der Kontrollraum

## Bilder der heutigen Anlage (Interieur)

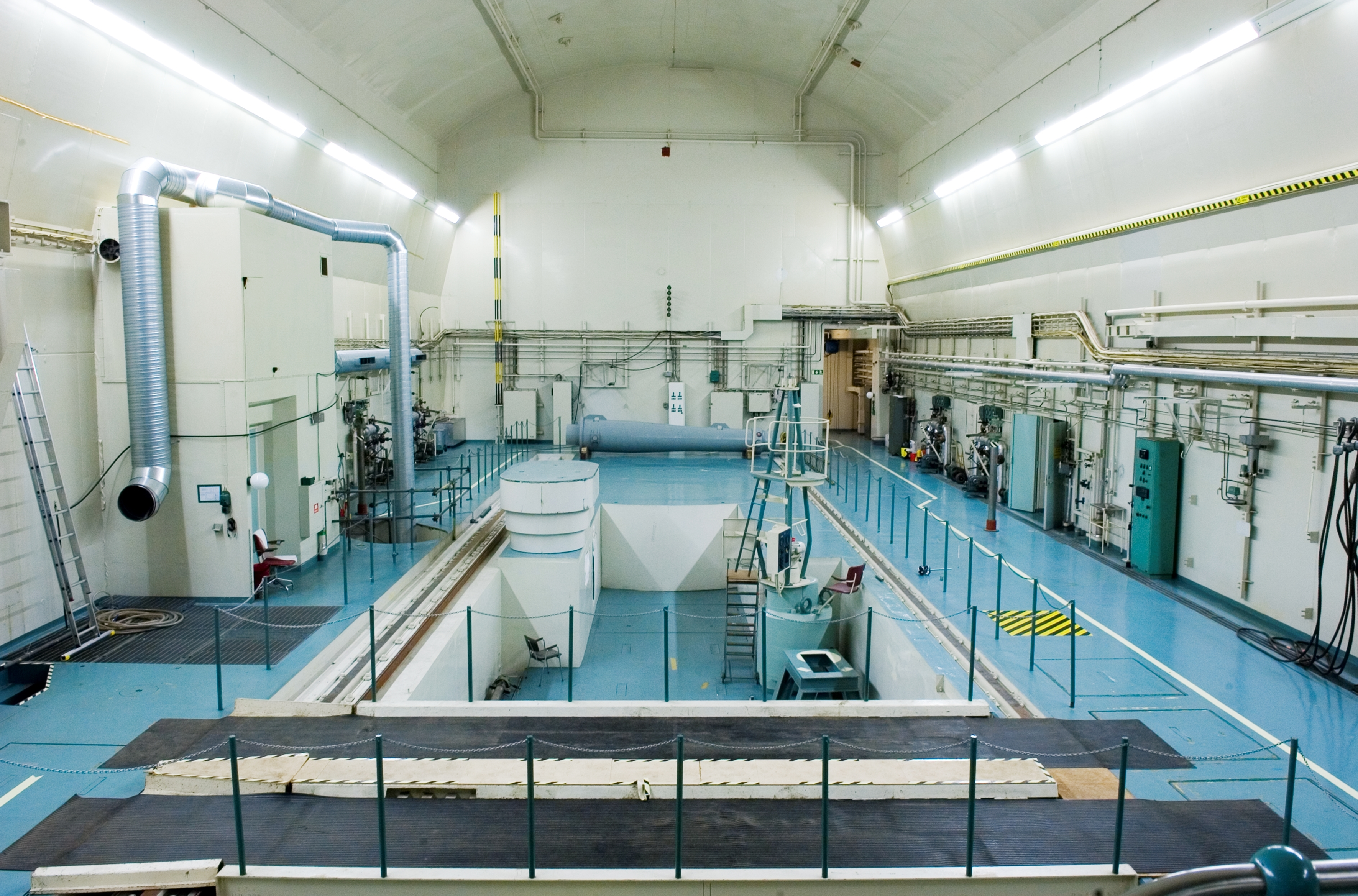
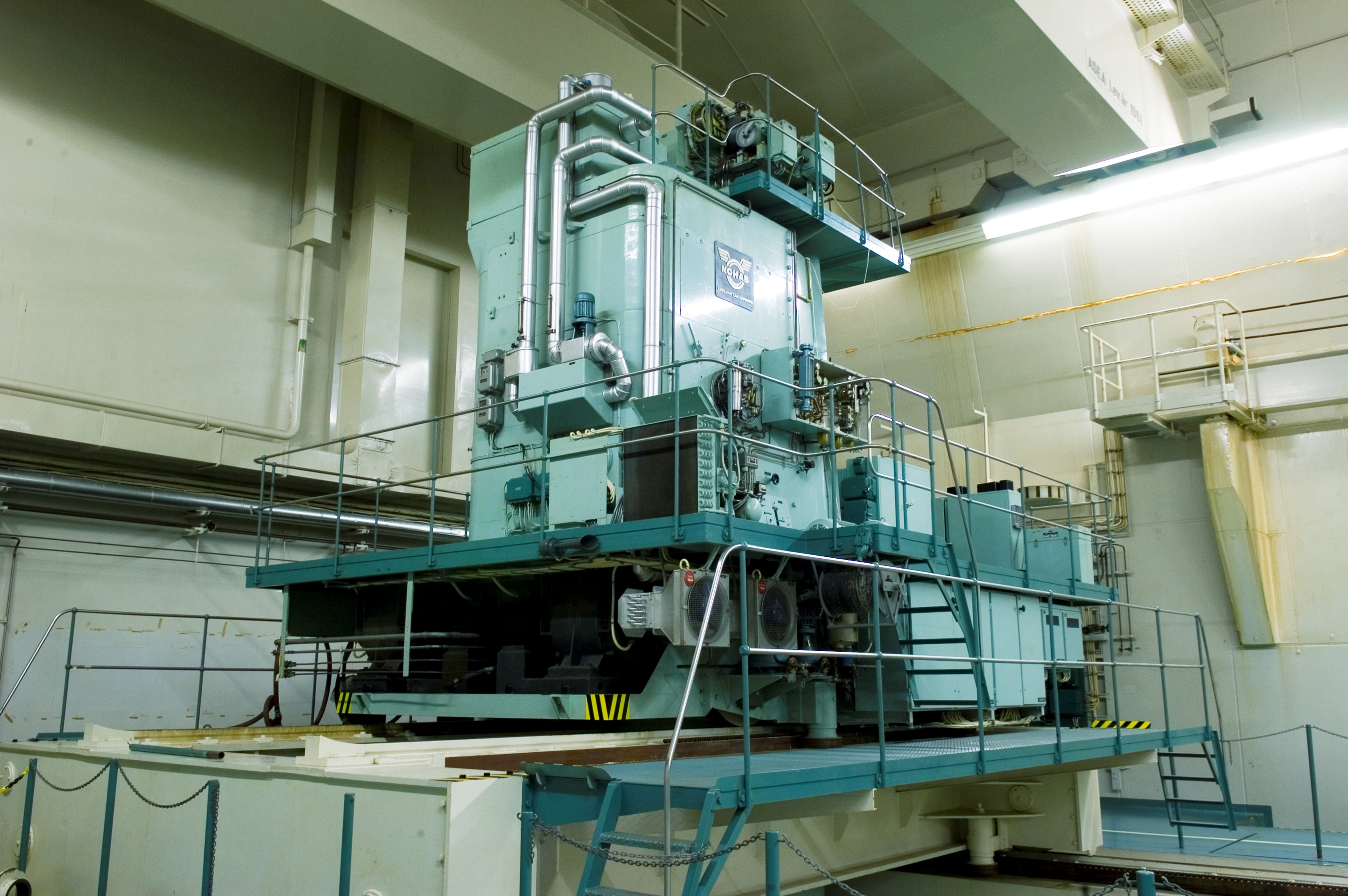
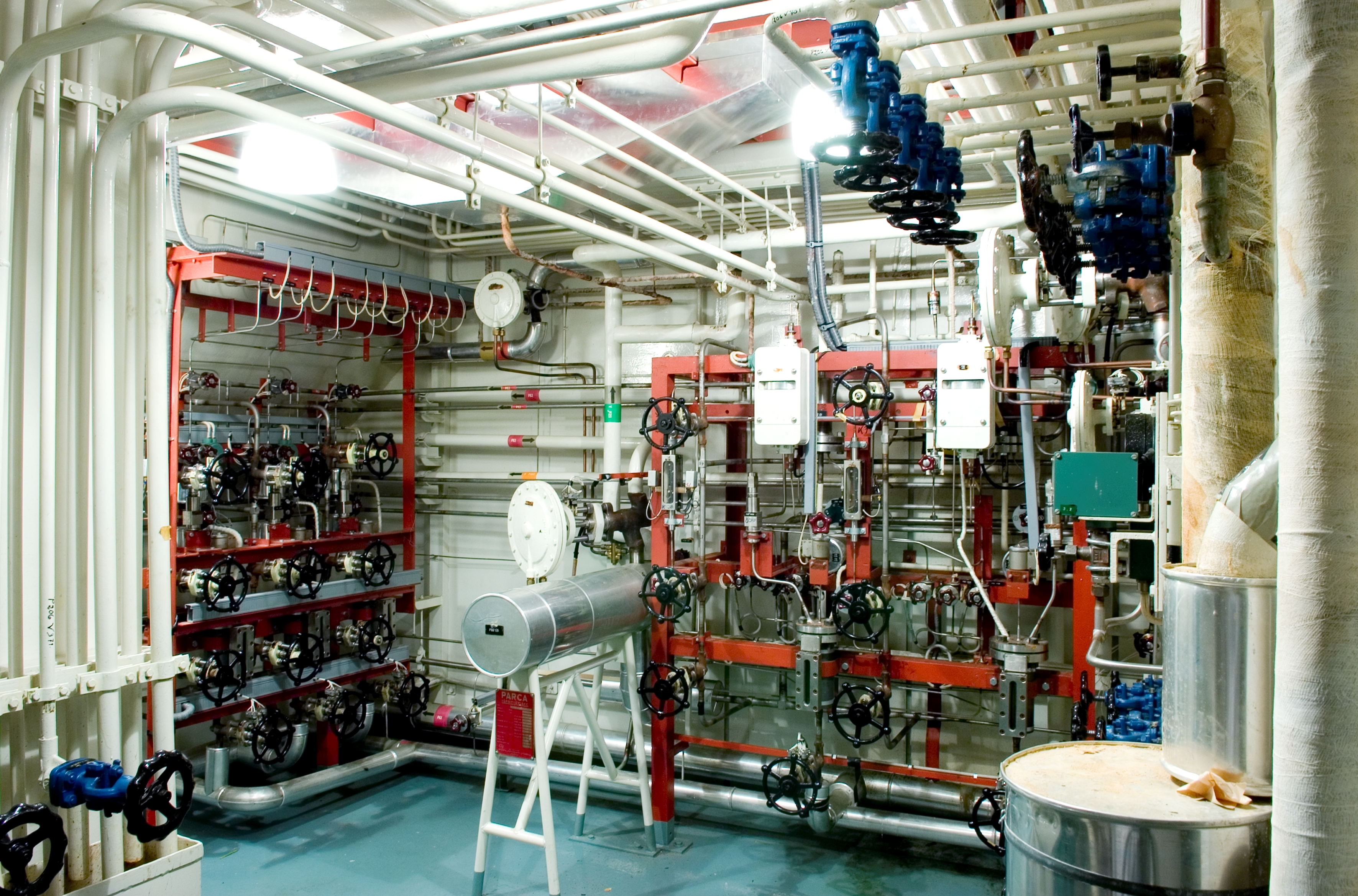
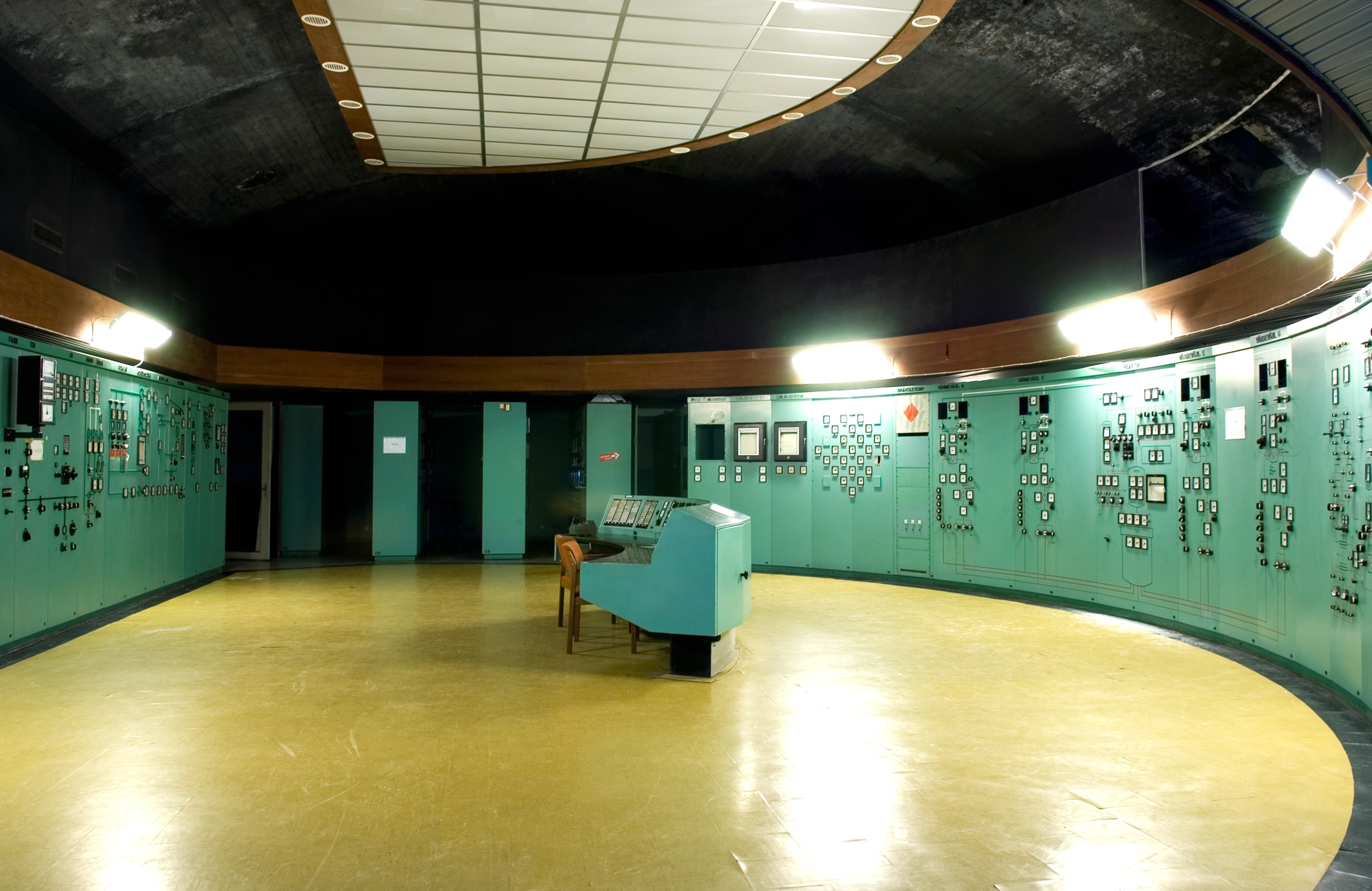

## Bilder der heutigen Anlage (Exterieur)

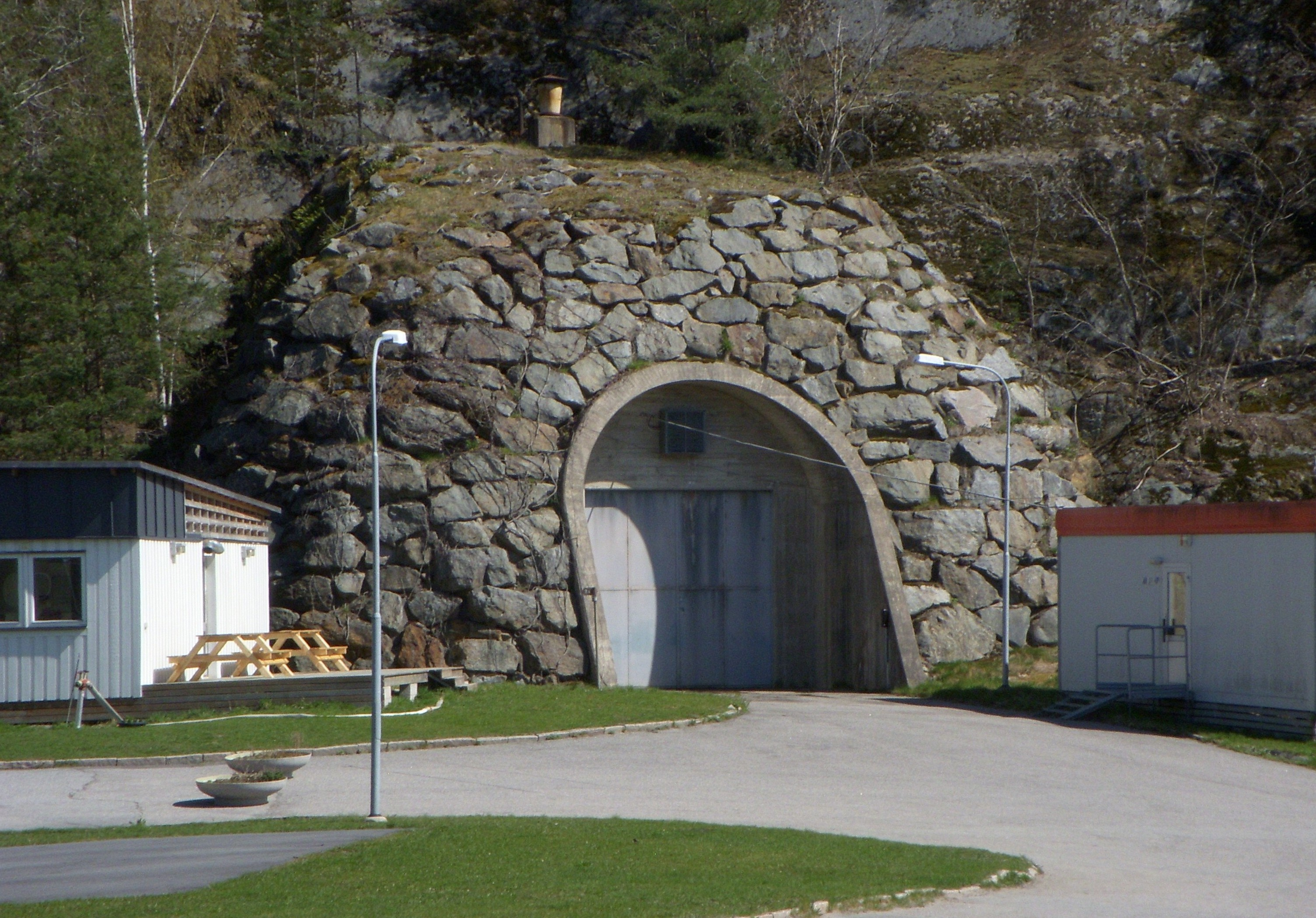
Tunnel zur Anlage
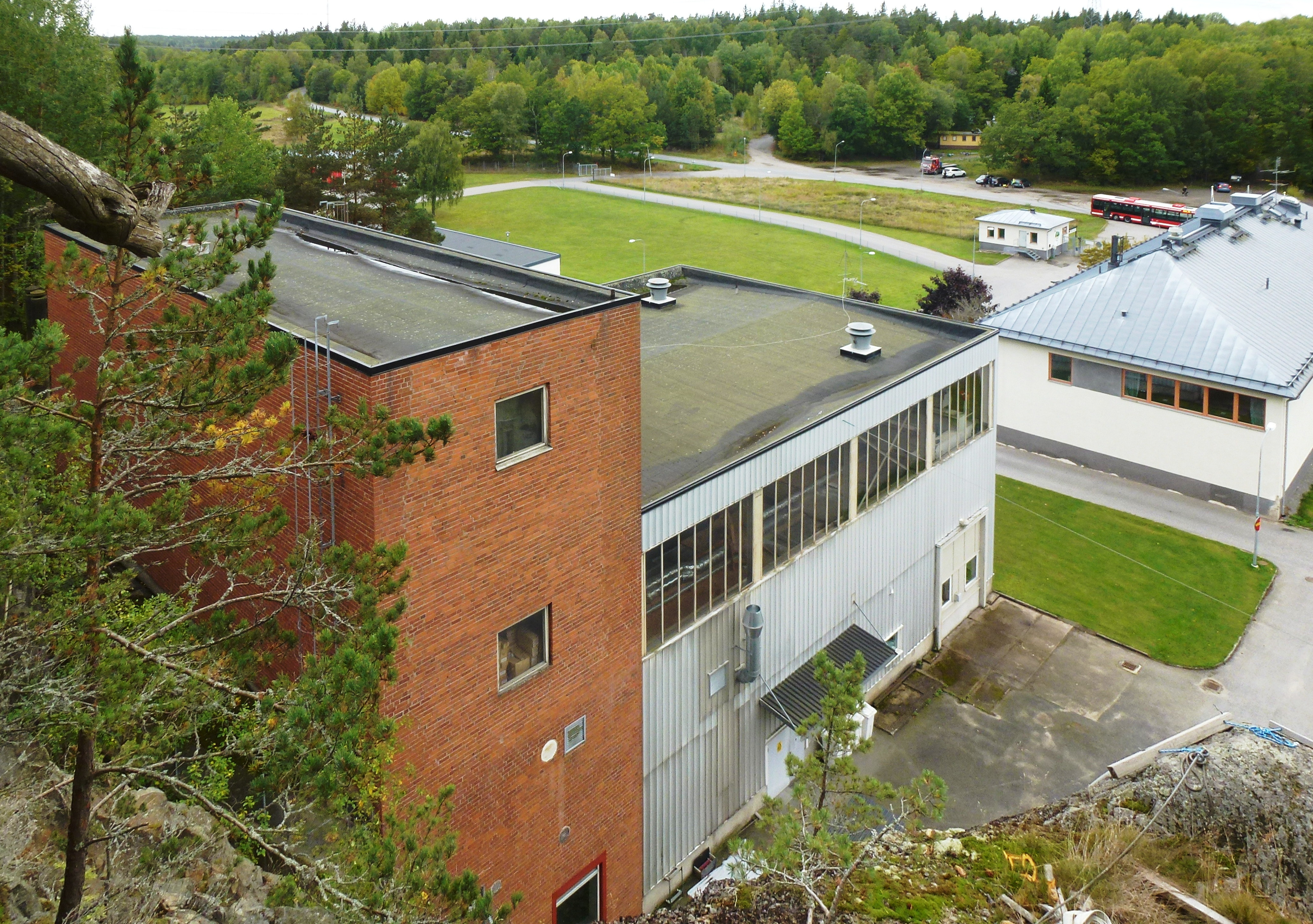
Generatorhalle
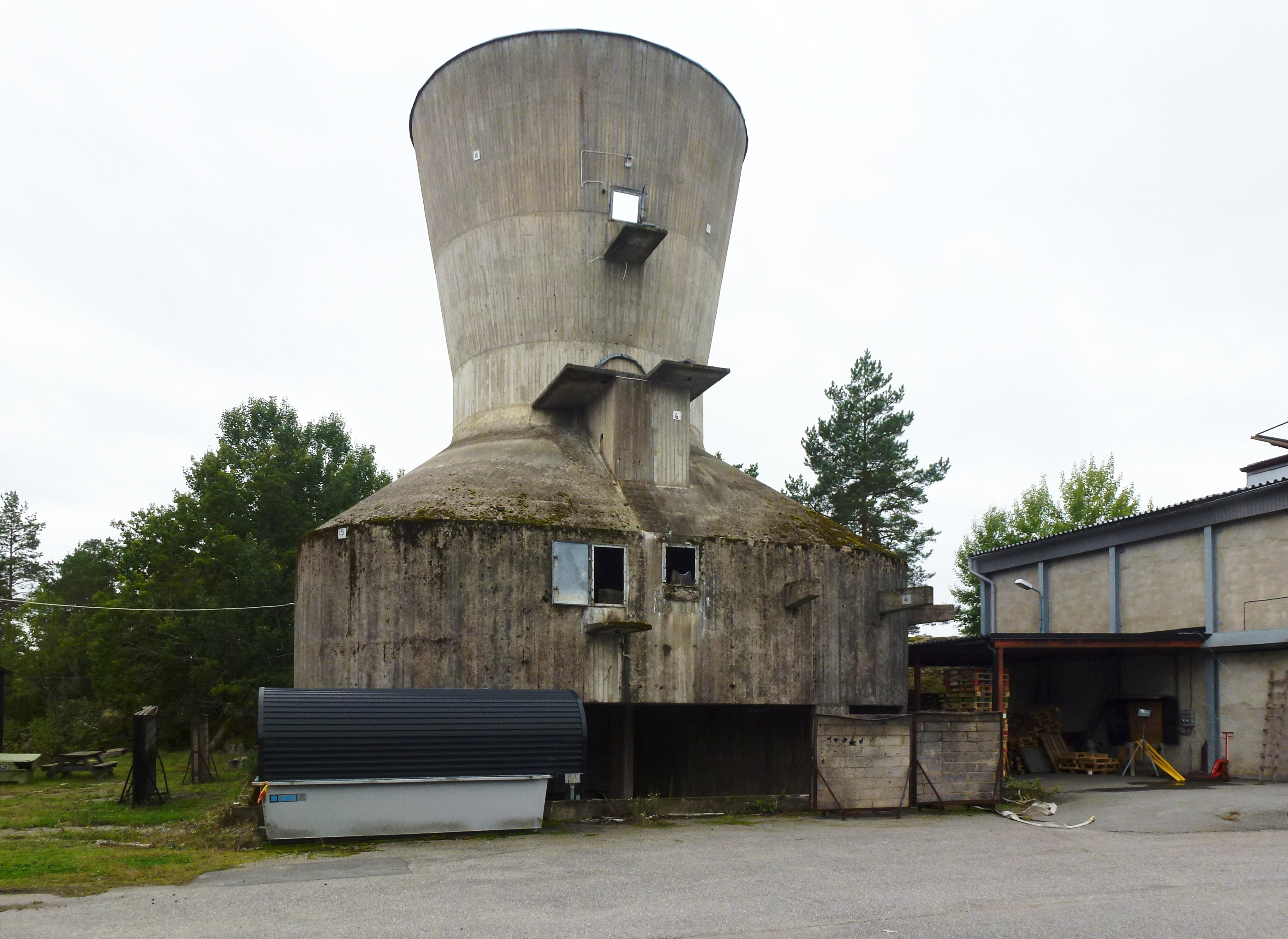
Kühlturm
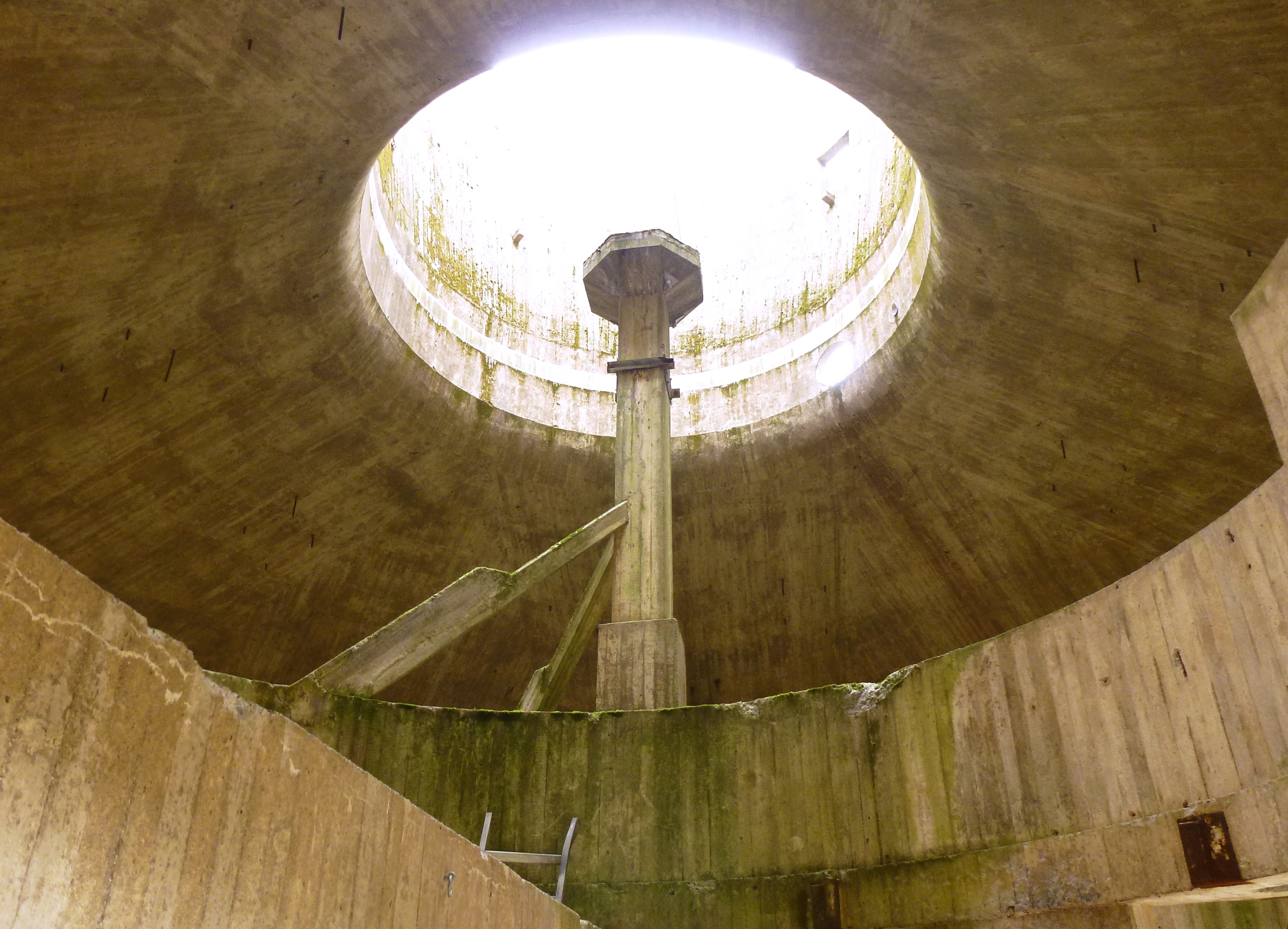
Kühlturm, innen

## Daten des Reaktorblocks
Das Kernkraftwerk Ågesta hatte einen Block:
| Reaktorblock | Reaktortyp | Netto- leistung | Brutto- leistung | Baubeginn  | Netzsyn- chronisation | Kommer- zieller Betrieb | Abschal- tung |
| ------------ | ---------- | --------------- | ---------------- | ---------- | --------------------- | ----------------------- | ------------- |
| Ågesta       | PHWR       | 10 MW           | 12 MW            | 01.12.1957 | 01.05.1964            | 01.05.1964              | 02.06.1974    |